# Film1 Sundance

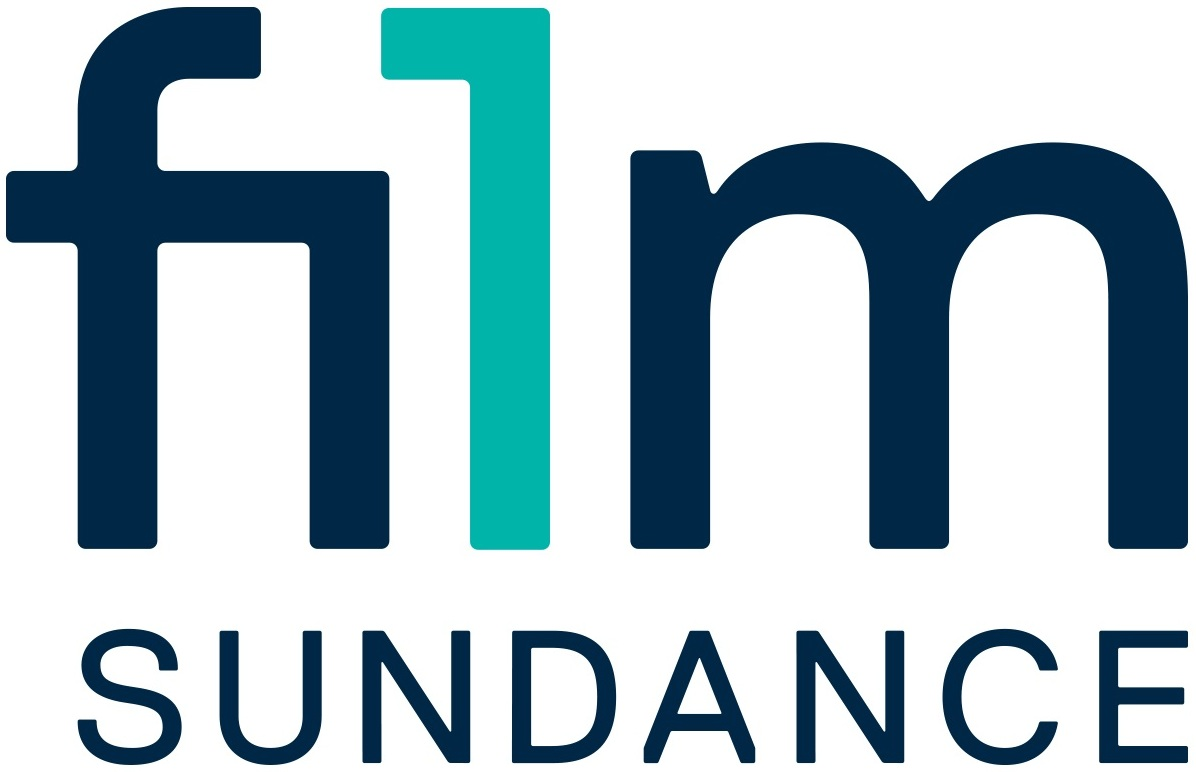
Logo del canal de televisión holandés Film1 Sundance.

Film1 Sundance, también llamado Film1 Sundance Channel, es un canal de televisión premium holandés. Es la versión holandesa de la cadena de televisión por cable estadounidense Sundance Channel dedicado a respiradero de las películas independientes de características, el mundo del cine, documentales, cortometrajes, series de televisión y programas originales, como noticias sobre los últimos avances de Festival de Cine de Sundance de cada año.
El canal lanzó el 1 de marzo de 2012 y sustituyó a la cadena de televisión Film1 Festival. Todas las películas se muestran sin cortar y sin interrupciones comerciales.

## Historia
Lanzado en los Estados Unidos en febrero de 1996 para mostrar películas independientes en la televisión, Sundance Channel era una empresa conjunta de Showtime Networks (parte de CBS Corporation), Universal Studios (parte de NBCUniversal), y Robert Redford, que también actuó como el director creativo de la red. El canal se lanzó inicialmente en cinco sistemas de cable en la ciudad de Nueva York; Los Ángeles; Alexandria, Virginia; Chamblee, Georgia; y Pensacola, Florida.
El 7 de mayo de 2008, Rainbow Media (filial de Cablevision) anunció que había comprado Sundance Channel por 496 millones de dólares. Rainbow Media también es propietaria de los canales de cable AMC, IFC, WEtv y News 12, y era dueño de los difuntos Voom HD Networks. La adquisición de Sundance Channel por Rainbow Media se completó en junio de 2008.
El 31 de enero de 2012, Film1 (filial de Liberty Global) anunció que lanzaría Sundance Channel en los Países Bajos. Sustituyó a Film1 Festival.
- Datos: Q7639165